# Sheikh Fateh
Abdul Rasak (Kampfname: Sheikh Fateh auch Scheikh Fateh al-Masri, Fateh bedeutet "Eroberer") (* in Ägypten; † 25. September 2010 in Datta Khel, Nordwasiristan, Pakistan) war ein ägyptischer Terrorist. Er war pakistanischen Angaben zufolge der Anführer von Al-Qaida in Pakistan und Afghanistan.
Fateh galt zunächst als erfahrener Frontkämpfer in Afghanistan, war aber kein Mitglied der Organisation Al-Qaida. Nach dem Tod von Mustafa Abu l-Yazid, dem Operationsführer von Al-Qaida in Afghanistan, im Mai 2010, wurde Fateh als Nachfolger ausgerufen. Seine Strategie, den Konflikt verstärkt auch in Pakistan auszutragen, wird unter anderem für Angriffe auf Zentren der Ahmadiyya Muslim Jamaat in Lahore verantwortlich gemacht, die hunderte Tote forderten. In einem Brief an den pakistanischen Armeechef General Ashfaq Parvez Kayani kündigte Fateh 2010 im Vorfeld eines Besuchs von US-Außenministerin Hillary Clinton in Pakistan an, Pakistan müsse sich „auf die Schlacht vorbereiten“, falls es seine Politik nicht ändere.
Fateh wurde am 25. September 2010 bei einem Drohnenangriff der USA auf seinen Pick Up in Datta Khel im Grenzgebiet zwischen Afghanistan und Pakistan getötet. Mit ihm starben auch zwei seiner drei Begleiter.